# スクリーム (オジー・オズボーンのアルバム)
『スクリーム』（Scream）は、オジー・オズボーンが2010年に発表した10作目のスタジオ・アルバム。

## 解説
新たにガス・G、トミー・クルフェトス、アダム・ウェイクマンを加えた編成でレコーディングされた。ウェイクマンは曲作りにも参加している。当初の仮タイトルは『Soul Sucka』だったが、最終的に『スクリーム』に変更された。
本作からは、「レット・ミー・ヒア・ユー・スクリーム」が『ビルボード』誌のロック・ソング・チャートで6位、「ライフ・ウォント・ウェイト」が同チャートの28位に達した。
日本盤はボーナス・トラック「ジャンプ・ザ・ムーン」を追加収録。また、10月13日には5曲のボーナス・トラックを更に追加し、アーティスト・ロゴ入りのスポーツタオルを同梱した限定盤『スクリーム・ジャパン・エディション』が発売された。

## 収録曲
特記なき楽曲はオジー・オズボーンとケヴィン・チャーコの共作。
1. レット・イット・ダイ - Let It Die (Ozzy Osbourne, Kevin Churko, Adam Wakeman) - 6:06
2. レット・ミー・ヒア・ユー・スクリーム - Let Me Hear You Scream - 3:25
3. ソウル・サッカー - Soul Sucker - 4:34
4. ライフ・ウォント・ウェイト - Life Won't Wait - 5:06
5. ディギン・ミー・ダウン - Diggin' Me Down (O. Osbourne, K. Churko, A. Wakeman) - 6:03
6. クルシファイ - Crucify - 3:29
7. フィアレス - Fearless (O. Osbourne, K. Churko, A. Wakeman) - 3:41
8. タイム - Time - 5:31
9. アイ・ウォント・イット・モア - I Want It More (O. Osbourne, K. Churko, A. Wakeman) - 5:36
10. ラティマーズ・マーシー - Latimer's Mercy - 4:27
11. アイ・ラヴ・ユー・オール - I Love You All (O. Osbourne, K. Churko, A. Wakeman) - 1:04

### 日本盤ボーナス・トラック
1. ジャンプ・ザ・ムーン - Jump the Moon - 2:54

### 『スクリーム・ジャパニーズ・エディション』ボーナス・トラック
1. ハンド・オブ・ジ・エネミー - Hand of the Enemy - 3:40
2. ワン・モア・タイム - One More Time - 3:07
3. ジャンプ・ザ・ムーン - Jump the Moon - 2:54
4. バーク・アット・ザ・ムーン（ライヴ） - Bark at the Moon (live) (O. Osbourne) - 4:29
5. レット・ミー・ヒア・ユー・スクリーム（ライヴ） - Let Me Hear You Scream (live) - 3:24
6. ノー・モア・ティアーズ（ライヴ） - No More Tears (live) (O. Osbourne, Zakk Wylde, Randy Castillo, Mike Inez, John Purdell) - 7:18

## 他メディアでの使用例
- 「レット・ミー・ヒア・ユー・スクリーム」は、テレビドラマ『CSI:ニューヨーク』の2010年4月14日の回で先行披露された[18]。
- 「ライフ・ウォント・ウェイト」は映画『ソウ ザ・ファイナル 3D』（2010年公開）のサウンドトラックで使用された[20]。

## 参加ミュージシャン
- オジー・オズボーン - ボーカル
- ガス・G - ギター
- ロブ・"ブラスコ"・ニコルソン - ベース
- トミー・クルフェトス - ドラムス
- アダム・ウェイクマン - キーボード